# Vaccinium contractum
Vaccinium contractum är en ljungväxtart som beskrevs av Herman Otto Sleumer. Vaccinium contractum ingår i Blåbärssläktet, och familjen ljungväxter. Inga underarter finns listade i Catalogue of Life.